# 關山藍果
關山藍果（1989年2月12日—），日本女性歌手。ATPruduction（映研直属芸能事務所）所属。出生于埼玉县熊谷市。堀越高等学校毕业。

## 概要
父亲是日本人，母亲是法国人。在幼儿园时受到《大きな古時計》歌词的感染而立志成为一名歌手。在初中时代加入学校的无伴奏合唱团，并开始努力进行音乐活动，2006年时以歌曲《Aesthetic》出道。
其音乐制作由作曲家泽野弘之担纲。

## 歌曲
- Aesthetic
  - 富士电视台系日剧《医龍-Team Medical Dragon-》、《医龍-Team Medical Dragon2-》、《医龍-Team Medical Dragon3-》插曲。
  - 《医龍 Team Medical Dragon original soundtrack》M-20収録（2006年6月7日发售、UNIVERSAL SIGMA）
  - 《医龍 Team Medical Dragon2 original soundtrack》M-11收录（2007年11月28日发售、UNIVERSAL SIGMA）
  - 《医龍 Team Medical Dragon3 original soundtrack THE BEST》M-11收录（2010年12月8日发售、UNIVERSAL SIGMA）
- motherhood 〜me & my mom〜 <Vocal Ver.>
  - 富士电视系日剧《東京タワー 〜オカンとボクと、時々、オトン〜》插曲
  - 《東京タワー オカンとボクと、時々、オトン オリジナル・サウンドトラック》M-19收录（2007年3月7日发售、WARNER MUSIC JAPAN）
- Solitary Serenade
  - 朝日电视台动画《ZOMBIE-LOAN》第6集插曲
  - 《ZOMBIE-LOAN ORIGINAL SOUNDTRACK》M-4收录（2007年9月19日发售、UNIVERSAL SIGMA）
- I love you
  - 松竹系公開映画《自虐の詩》插曲
  - 《自虐の詩 オリジナル・サウンドトラック》M-17收录（2007年10月24日发售、UNIVERSAL SIGMA）
- The Moment of Dreams
  - NHKスペシャル《ミラクルボディー》片尾主题曲
  - （2008年6月4日着うたフル配信開始）

### 参与歌曲
- BLUE DRAGON (strings ver.)
  - 《医龍2 Team Medical Dragon original soundtrack》M-20收录（2007年11月28日发售、UNIVERSAL SIGMA），参与和声

## 现场演唱会
- ちょっと早めのクリスマスライブ!
  - 初ライブおよび初顔出し
  - 2007年12月9日：新宿MARZ